# 清华大学历史系
清华大学历史系，是清华大学人文学院下属的一个系，始建于1926年。

## 历史

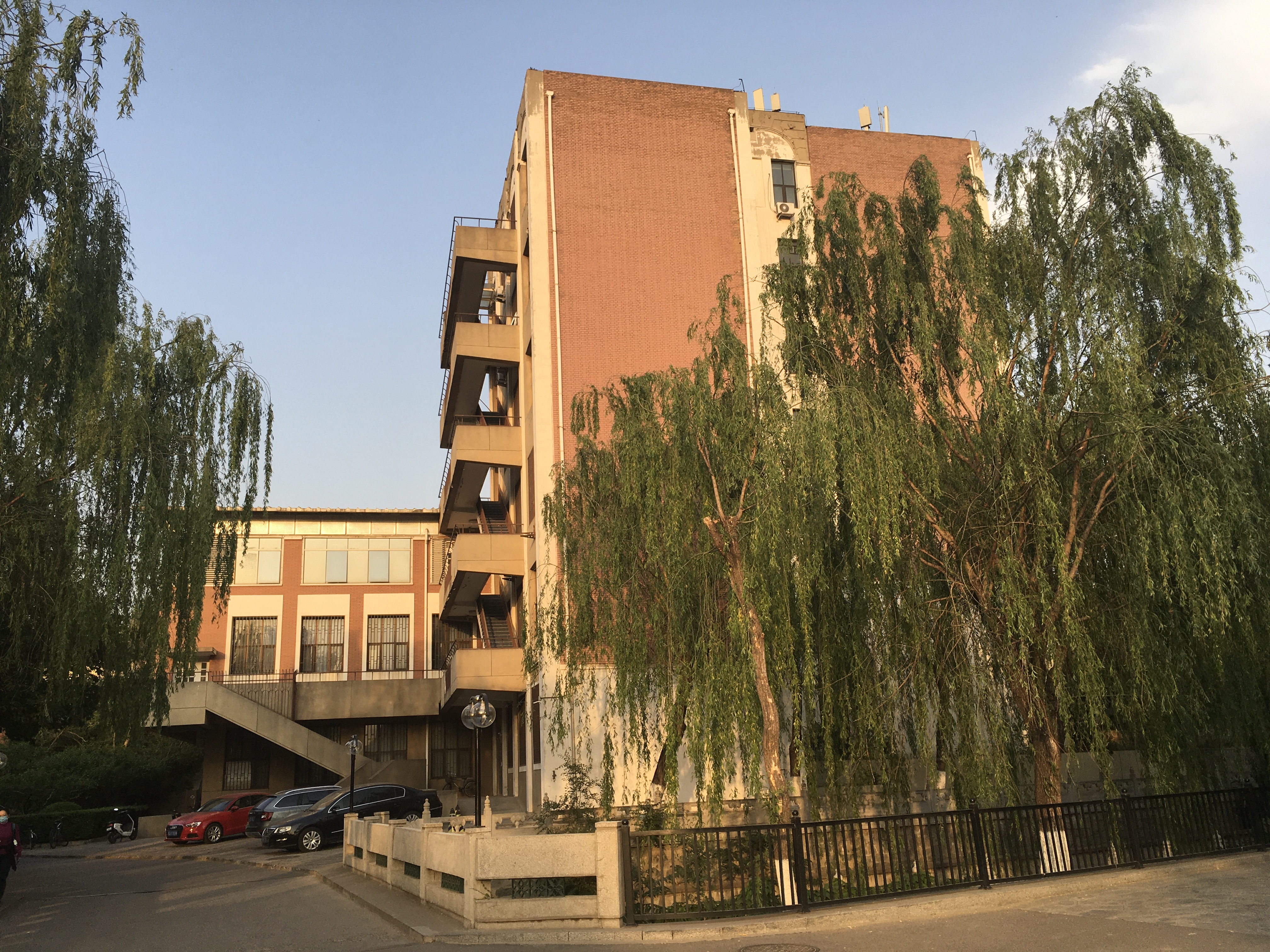
文北樓，歷史系系館

- 1911年，清华建校初开设中国史、西洋史等课。
- 1926年，成立历史学系。
- 1937年至1946年，和北京大学历史学系以及南开大学历史学系联合组建西南联合大学历史学系
- 1952年，院系调整，师资和学生调出到北京大学历史学系和南开大学历史系。
- 1985年，成立思想文化研究所
- 1993年，清华历史系复建，属人文社会科学学院。
- 2003年，思想文化研究所合并入历史系。

## 历任系主任
- 陆懋德（1926年-1928年）（清华大学历史学系系主任）[3]
- 罗家伦（兼）（1928年-1929年）（清华大学历史学系系主任）[3]
- 蒋廷黻（1929年-1935年）（清华大学历史学系系主任）[3]
- 劉崇鋐（1935年-1937年）（清华大学历史学系系主任）[3]
- 姚從吾（1937年-1440）（西南联合大学历史学系系主任，原北京大学教授，历史系主任）
- 雷海宗（1940-1946年）（西南联合大学历史学系系主任）
- 雷海宗（1946年-1949年）（清华大学历史学系系主任）[3]
- 吴晗（1949年-1950年）（清华大学历史学系系主任）
- 邵循正（1950年-1951年）（清华大学历史学系系主任）
- 周一良（1951年-1952年）（清华大学历史学系系主任）

清华大学重建历史系后历任系主任
- 朱育和（1993年12月-2004年）
- 李伯重（2004年-2006年）
- 张国刚（2006年-2010年）
- 刘北成（2010年-2014年）
- 侯旭东（2014年-2020年）
- 仲伟民（2021年-）

## 人物
王国维 · 梁启超 · 陈寅恪 · 陆懋德 · 蒋廷黻 · 刘崇鋐 · 雷海宗 · 张荫麟 · 吴晗 · 邵循正 · 王信忠 · 孙毓棠 · 周一良 · 罗香林 · 丁则良 · 王永兴 · 葛兆光 · 李伯重 · 王奇 · 李学勤 · 张国刚 · 何兆武 · 张岂之 · 秦晖 · 齐世荣 · 刘桂生